# Inge de Bruijn
Inge de Bruijn (24 de agosto de 1973 en Barendrecht, Países Bajos) es una nadadora neerlandesa, ya retirada, especialista en pruebas de velocidad que ganó ocho medallas olímpicas, entre 2000 y 2004, cuatro de ellas de oro. Además batió diez récords mundiales, de los cuales aún conserva el de mejor tiempo para los 50 m en estilo libre (24,13) y 100 m en estilo mariposa (56,61).
Inge de Bruijn es uno de los casos más desconcertantes del deporte mundial en los últimos años debido a lo extraño de su trayectoria. Antes de 1999 era una nadadora de nivel aceptable, con algún triunfo a nivel europeo pero que con frecuencia no se clasificaba para las finales en los campeonatos importantes. En 1996 anuncia su retirada y no acude los Juegos Olímpicos de ese año. Luego reaparece con un nuevo entrenador, y a una edad en la que muchas nadadoras están retiradas ella empieza a conseguir sus grandes éxitos, que alcanzan cotas asombrosas en el año 2000 cuando bate diez récords mundiales en apenas tres meses. Además se mantiene compitiendo al máximo nivel hasta los 32 años, una edad infrecuente para el deporte de la natación. Así las cosas no es de extrañar que la sombra del dopaje y la sospecha se haya extendido sobre ella y la haya acompañado todos estos años.

## Inicios
Inge comenzó a nadar a los siete años. Su primera competición internacional fueron los campeonatos de Europa júnior de 1987 donde fue finalista en sus tres pruebas favoritas: los 50 y 100 metros libres y los 100 mariposa, además de ganar dos medallas en relevos. Al año siguiente fue bronce en 50 y 100 libres en estos mismos campeonatos.
A nivel sénior hizo su aparición en los mundiales de Perth 1991, donde fue finalista en los 100 mariposa. Además ganó su primera medalla (bronce) con el equipo neerlandés de relevos 4×100 libres.
Sus primeras medallas individuales las consiguió en los europeos de Atenas ese mismo año: plata en 100 mariposa y bronce en 50 libres, además ganó la medalla de oro en relevos 4×100 libres y la de bronce en 4×100 estilos.
Participó en los Juegos Olímpicos de Barcelona 1992, donde consiguió estar en la final de los 50 libres acabando octava.
En los europeos de Sheffield, Inglaterra de 1993 consiguió el bronce de los 50 libres y fue cuarta en los 100 mariposa.
En los mundiales de Roma 1994 fue séptima en 100 mariposa.
En los europeos de Viena de 1995 tampoco ganó ninguna medalla, pues fue cuarta en los 100 mariposa y en 50 libre.
En 1996 renunció a participar en los Juegos Olímpicos de Atlanta y anunció su retirada de la natación. Sin embargo, de forma sorpresiva regresó en 1997 y pasó a ser entrenada por el estadounidense Paul Bergen, famoso por haber dirigido al equipo de Estados Unidos en la década de los ochenta.
Su regreso a la alta competición fueron los mundiales de Perth de 1998, donde fue séptima en 100 mariposa y octava en 100 m libres.

## Consiguiendo el éxito
En 1999 se produjo por fin su despegue definitivo hasta convertirse en una de las mejores velocistas del mundo. El 18 de junio batía el récord mundial de los 50 mariposa con un tiempo de 26,54, durante los campeonatos de su país. En los Campeonatos de Europa de Estambul hizo la mejor competición de su carrera hasta entonces, al ganar dos medallas de oro en 50 libres y 100 mariposa con sendos récords de Europa, y además sumó la de plata en 100 libres.
Si el año 1999 fue bueno, el 2000 habría que calificarlo de estratosférico, sus hazañas son tan asombrosas que cuesta creerlo. Ya en mayo durante una reunión internacional batió en Mónaco el récord mundial en 50 mariposa (25,83) y el europeo en 100 mariposa (57,96). Pero poco después hizo algo realmente asombroso al batir tres récords del mundo e igualar un cuarto en el lapso de tres días. Fijó nuevos topes mundiales en 50 mariposa (24,64), 100 mariposa (56.69, batiendo el récord de Jenny Thompson) y 100 libre (53.80, siendo la primera mujer en bajar de 54 segundos), e igualó el récord mundial de 50 libre (24,51).
En los meses siguientes fueron cayendo más récords. El de 50 libres fue superado primero en Drachten (24,48) y luego en Río de Janeiro (24,39). Poco después caía de nuevo el de 100 mariposa en Seattle (56,64). No habían llegado aún los Juegos Olímpicos de Sídney e Inge ya había batido ese año siete récords mundiales e igualado un octavo. 
En la cita olímpica no defraudó. Primero consiguió el oro con récord mundial en 100 mariposa (56,61), luego otro oro con otro récord mundial en 100 libres (53,77), y un tercer oro con un tercer récord mundial en 50 libres (24,32). Para rematar su inolvidable actuación, en la prueba de relevos 4×100 libres salto para hacer la última posta de su equipo que hasta ese momento iba sexto en la final. Gracias a ella Países Bajos se llevó la medalla de plata, tras los Estados Unidos.
Al año siguiente, en los campeonatos mundiales de Fukuoka 2001 volvió a demostrar su superioridad con tres nuevos oros: 50 libres, 100 libres y 50 mariposa.
En los siguientes mundiales de Barcelona 2003, con 30 años cumplidos, ganó otras dos medallas de oro, en 50 libres y 50 mariposa.

## Retirada
Y en su despedida definitiva de la natación, con 32 años en los Juegos Olímpicos de Atenas 2004, obtenía cuatro medallas: oro en 50 libres (24,58), plata en 100 libres, y bronce en 100 mariposa y 4×100 libres.
Inge de Bruijn pasará a la historia como un caso de difícil explicación, y la polémica parece acompañarla, pero en cualquier caso se trata de una de las nadadoras más sobresalientes de la época moderna. Su espectacular físico también ha contribuido a hacerla muy popular.